# Sojusz na rzecz Wyzwolenia Somalii
Sojusz na rzecz Wyzwolenia Somalii (Alliance for the Re-liberation of Somalia ARS) – organizacja utworzona we wrześniu 2007 r., podczas spotkania somalijskich islamistów z opozycją somalijską w Asmarze, stolicy Erytrei. Organizacja miała na celu połączenie sił obu ugrupowań w walce przeciwko  Tymczasowemu Rządowi Federalnemu oraz okupacji Somalii przez siły Etiopii.
Podczas spotkania około 400 delegatów, w tym były przewodniczący Unii Trybunałów Islamskich, Sharif Sheikh Ahmed i były wicepremier Hussein Mohamed Farrah, zatwierdziło nową konstytucję oraz powołało komitet centralny. Miał on na celu usunięcie wojsk etiopskich poprzez negocjacje lub wojnę. 191 członków Komitetu Centralnego było pod przewodnictwem  Sharif Sheikh Hassan Adena, a 10 członkom Komitetu Wykonawczego przewodniczył Sharif Sheikh Ahmed. Szejk Hassan Dahir Aweys potwierdził, że nie posiadał żadnego formalnego stanowiska w Sojuszu.
Islamiści posiadali 45% miejsc, byli posłowie 25%, a reszta miejsc zajęta była przez przedstawicieli diaspory i delegatów społeczeństwa.
W maju 2008 r., sojusz rozpadł się na kilka grup i wystąpili z niego radykałowie, sprzeciwiający się podjęciu rozmów z rządem federalnym. W sojuszu pozostali wówczas umiarkowani islamiści na czele z Sharifem Sheikhiem Ahmedem
Przedstawiciele Tymczasowego Rządu Federalnego (TFG) i Sojuszu na rzecz Wyzwolenia Somalii (ARS) uczestniczyli w konferencji pokojowej w Dżibuti między 31 maja a 9 czerwca 2008 r. Podczas konferencji obecny był specjalny wysłannik ONZ do Somalii, w roli mediatora – Ahmedou Ould-Abdallah. Konferencja zakończyła się ogłoszeniem  9 czerwca 2008 r., 11-punktowego porozumienia pokojowego torującego drogę dla zaprzestania wszystkich działań zbrojnych na terenie całej Somalii. Porozumienie pokojowe zakładało 90-dniowe zawieszenie broni, wycofanie w ciągu 120 dni sił etiopskich z Somalii i rozmieszczenie w ich miejscu pokojowych sił międzynarodowych, a także nieograniczony dostęp organizacji humanitarnych do rejonów dotkniętych działaniami wojennymi.
Szejk Hassan Dahir Aweyss odrzucił porozumienie. Według niego, nikt nie upoważnił delegatów ARS do udziału w konferencji w Dżibuti.
Po dymisji prezydenta Abdullahi Yusufa pod koniec 2008 i wycofaniu się wojsk etiopskich na początku 2009, Sharif Sheikh Ahmed z ugrupowania Unii Trybunałów Islamskich wchodzących w skład Sojuszu na rzecz Wyzwolenia Somalii, został 31 stycznia 2012 zaprzysiężony na prezydenta Somalii. Ahmed reprezentował umiarkowane islamskie skrzydło w somalijskiej polityce, co spowodowało, że radykalne organizacje takie jak Hizbul Islam i Al-Shaabab, które walczyło dotychczas po stronie Unii Trybunałów Islamskich, przeciwstawiły się mu, dążąc do jego obalenia. W wyniku tego wybuchła kolejna faza wojny domowej.